# You Oughta Be Here with Me
Albums de George Jones
One Woman Man
(1989) Friends in High Places
(1991)
You Oughta Be Here with Me est un album de l'artiste américain de musique country George Jones. Cet album est sorti le 20 août 1990 sur le label Epic Records. Il comprend les singles Hell Stays Open (All Night Long) et Six Foot Deep, Six Foot Down, mais aucun des deux n'est rentré dans les charts. Par contre, deux autres chansons de l'album — Somebody Paints the Wall et Ol' Red — ont été publiées sous forme de singles qui sont entrés dans les charts par d'autres artistes.

## Historique
Bien qu'aucun des singles de l'album ne soit entré dans les charts, deux l'ont fait pour d'autres artistes. Somebody Paints the Wall était à l'origine un single qui a été un petit succès dans les charts en 1988 pour Josh Logan, issu de son premier album du même nom, et la chanson entrera en 1992 dans le Top 10 des charts country pour Tracy Lawrence, grâce à un single issu de son premier album Sticks and Stones. Ol' Red sera reprise par Kenny Rogers sur son album If Only My Heart Had a Voice en 1993, et à nouveau en 2001 par Blake Shelton sur son album éponyme. La reprise de Shelton entrera dans le top 20 des charts country cette même année.

## Liste des pistes
| No  | Titre                            | Auteur                                                     | Durée |
| --- | -------------------------------- | ---------------------------------------------------------- | ----- |
| 1.  | Hell Stays Open (All Night Long) | Bobby Harden                                               | 3:31  |
| 2.  | You Oughta Be Here with Me       | Roger Miller                                               | 4:16  |
| 3.  | Somebody Always Paints the Wall  | Charles Browder, Elroy Kahanek, Nelson Larkin, Tommy Smith | 3:21  |
| 4.  | I Sleep Just Like a Baby         | Jesse Chambers, Larry Jenkins, Billy Sherrill              | 3:36  |
| 5.  | Someone That You Used to Know    | Jack Tempchin, Bobby Whitlock                              | 3:30  |
| 6.  | I Want to Grow Old With You      | Bobby Braddock                                             | 2:56  |
| 7.  | A Cold Day in December           | Bobby Braddock                                             | 3:12  |
| 8.  | Six Foot Deep, Six Foot Down     | Don Cook, Curly Putman, Charles Rains                      | 2:36  |
| 9.  | If the World Don't End Tomorrow  | Billy Sherrill                                             | 2:40  |
| 10. | Ol' Red                          | Don Goodman, Mark Sherrill                                 | 3:29  |

## Positions dans les charts
| Chart (1990)                      | Positions |
| --------------------------------- | --------- |
| U.S. Billboard Top Country Albums | 35        |